# Питър Бенчли
Питър Бенчли (на английски: Peter Benchley) е американски писател на бестселъри в жанра трилър и хорър.

## Биография и творчество
Питър Брадфорд Бенчли е роден на 8 май 1940 г. в Ню Йорк, САЩ, в семейството на писателя Натаниъл Годард Бенчли и Марджъри Брадфорд. Има по-малък брат Нат Бенчли, писател и актьор. Учи в частната гимназия „Алън Стъвънсон“ в Ню Йорк и в частната академия „Филипс“ в Ексетър. През 1961 г. завършва с отличие и бакалавърска степен Харвардския университет.
След дипломирането си в продължение на една година пътува по света. Служи в продължение на 6 месеца в резерва на морската пехота през 1962 – 1963 г. През 1963 г. започва работа като репортер на „Вашингтон пост“.
На 19 септември 1964 г. се жени за Унифред „Уенди“ Уесън. Имат три деца – Трейси, Клейтън, Кристофър.
В периода 1963 – 1967 г. е редактор в „Нюзуик“ в Ню Йорк, а в периода 1967 – 1969 г. е помощник на персонала на президента Линдън Джонсън в Белия дом, Вашингтон. От 1969 г. е писател на свободна практика и кореспондент за телевизията. Живее със семейството си на различни места, докато накрая се установяват в Пенингтън, Ню Джърси.
Вдъхновен от историята за улова на големи бели акули около Лонг Айлъпд написва първия си роман. Трилърът „Челюсти“ е публикуван през 1974 г. Той веднага става бестселър и го прави известен. През 1975 г. романът е екранизиран по негов сценарий от режисьора Стивън Спилбърг в едноименния филм с участието на Рой Шайдър, Робърт Шоу и Ричард Драйфус. Филмът става първият летен блокбъстър събрал над 470 млн. долара в световен мащаб. Той има три продължения, които не са така успешни, и е адаптиран във видео игри и тематични паркове.
Следват романите му „The Deep“ (Бездната) и „The Island“ (Островът). Първият от тях е екранизиран през 1977 г. с участието на Жаклин Бисет, Ник Нолти и Дик Антъни Уилямс, а вторият през 1980 г. с участието на Майкъл Кейн и Дейвид Уорнър. В някои от филмите писателят участва с малки епизодични роли.
В периода 1974 – 1983 г. той е водещ на телевизионния сериал „Американски спортист“. През 1989 г. е от създателите на телевизионния сериал „Dolphin Cove“.
През 1991 г. се завръща към морската тема с романа „Звяр“ с темата за гигантски калмар. Романът е екранизиран през 1996 г. в едноименния филм с участието на Уилям Питърсън и Чарлз Мартин Смит, а Питър Бенчли е изпълнителен продуцент.
В периода 1997 – 2000 г. е водещ на радио серията „Ocean Reports“.
Бил е член Националния съвет за защита на околната среда и участва в групата „WildAid“, която се бори срещу бракониерството на акули за перките им, които се считат за деликатес в някои части на Азия.
Питър Бенчли умира от белодробна фиброза на 11 февруари 2006 г. в Принстън, Ню Джърси.

## Произведения

### Самостоятелни романи
- Jaws (1974)
Челюсти, изд. „Народна култура“, София (1987), прев. Мария Донева
Челюсти, изд. „Ибис“, София (2014), прев. Адриан Лазаровски
- The Deep (1976)
- The Island (1979)
- The Girl of the Sea of Cortez (1982)
- Q Clearance (1986)
- Rummies (1989) – издаден и като „Lush“
- Beast (1991)
Звяр, изд. „Галактика“, Варна (1992), прев. Мария Донева
- White Shark (1994)
- Peter Benchley's Creature (1998)

### Документалистика
- Ocean Planet: Writings and Images of the Sea (1995)
- Shark Trouble: True Stories About Sharks and the Sea (2002)
- Shark!: True Stories and Lessons from the Deep (2002)
- Shark Life: True Stories About Sharks and the Sea (2005) – с Карън Войтила

### Екранизации
- 1975 Челюсти – по романа, сценарий
- 1976 Jeremiah of Jacob's Neck – ТВ филм
- 1976 The Great Houdini – ТВ филм
- 1977 Бездната – по романа, сценарий
- 1978 Hunters of the Reef – ТВ филм
- 1978 Челюсти 2 – по темата на романа
- 1980 The Island – по романа, сценарий
- 1983 Челюсти 3 – по темата на романа
- 1987 CBS Summer Playhouse – ТВ сериал, сюжет 1 епизод
- 1987 Челюсти: Отмъщението – по героите от романа
- 1987 Jaws – видео игра, по романа
- 1989 Заливът на делфините, Dolphin Cove – ТВ сериал, история
- 1995 Cruel Jaws – ТВ филм, по романа
- 1996 The Beast – ТВ филм, по романа, изпълнителен продуцент
- 1998 Creature – ТВ филм
- 1999 Amazon – ТВ сериал, сюжет 1 епизод, изпълнителен продуцент
- 2006 Jaws Unleashed – видео игра, по романа